# Vriesea atra
Vriesea atra là một loài thuộc chi Vriesea. Đây là loài đặc hữu của Brasil.